# Borneo-Dornschrecke

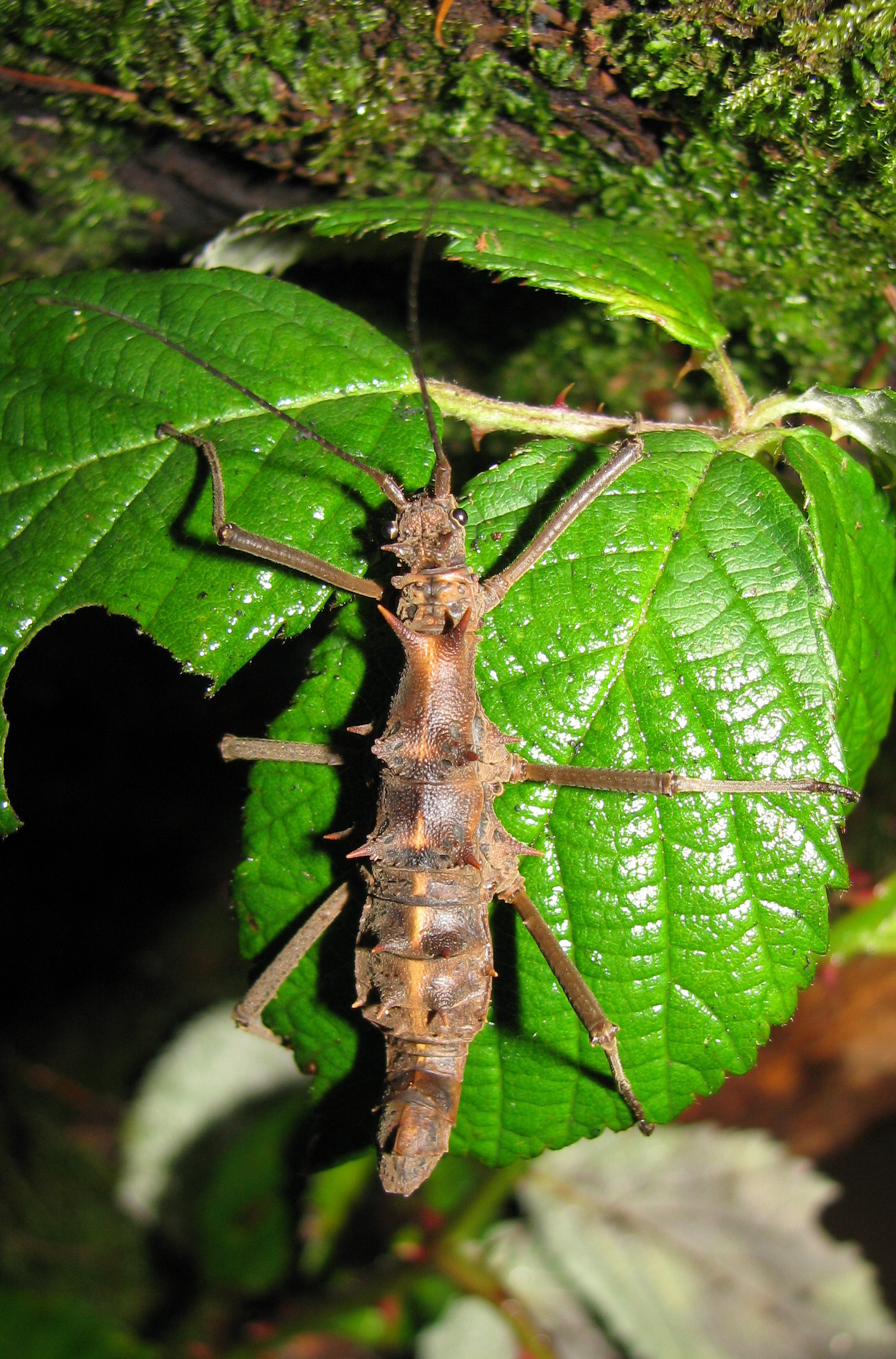
Weibchen

Die Borneo-Dornschrecke (Epidares nolimetangere) ist eine Insektenart aus der Ordnung der Gespenstschrecken (Phasmatodea) und der einzige Vertreter der Gattung Epidares. Das Artepitheton nolimetangere (ursprünglich: noli-me-tangere) stammt aus dem Lateinischen und bedeutet „Rühr mich nicht an“. Es bezieht sich auf das stachlige Erscheinungsbild der Tiere. Sinngemäß findet es sich auch im englischen Trivialnamen wieder, der „Touch Me Not Stick Insect“ lautet. Auch im deutschen Sprachraum wird die Art mittlerweile gelegentlich als Rühr-mich-nicht-an-Stabschrecke bezeichnet. Daneben sind auch noch die wenig eindeutigen Name „Borneo-Stabschrecke“ und „Borneo-Stabheuschrecke“ zu finden.

## Merkmale
Die Borneo-Dornschrecke zählt zu den kleineren Vertretern der Gespenstschrecken. Die Männchen werden etwa 35 bis 43 Millimeter lang, die Weibchen erreichen eine Länge von etwa 45 bis 48 Millimetern und haben kürzere Stacheln als die Männchen. Die in beiden Geschlechtern flügellosen Tiere tragen auf dem Kopf und am vorderen Rand des Mesonotums je ein Paar Stacheln und am hinteren Rand des Meso- und Metathorax je einen Ring aus vier Stacheln. Auf dem gesamten Abdomen der Männchen befindet sich nur ein Paar Stacheln, welches auf dem zweiten Abdominalsegment zu finden ist. Die Weibchen haben neben diesem auch auf dem dritten Abdominalsegment ein Stachelpaar, welches noch von kleineren, meist seitenständigen Stacheln ergänzt wird. Die Weibchen sind bis auf einen hellen Mittelstreifen einfarbig dunkelbraun. Das Abdomen eierlegender Weibchen ist in der Mitte kugelig verdickt. Die Männchen zeigen auf dem Rücken ab dem hinteren Mesothorax insbesondere in den Bereichen um die Stacheln und auf dem Abdomen dunkle Bereiche. Weitere Flecken befinden sich auf dem Pronotum und zwischen den Seiten- und Rückenstacheln von Meso- und Metathorax, wobei die Stacheln selbst hell gefärbt sind. Auf dem Abdomen fließen die dunklen Bereiche zu zwei parallelen Längsstreifen zusammen. Diese Flecken können klein oder deutlich großflächiger sein beziehungsweise zusammenfließen. Ihre Farbe kann braun bis dunkelgrün sein oder auch von metallischem Grün. Die Grundfarbe der Männchen variiert je nach Fundort von einem hellen Braun an den Beinen bis zu einem leuchtenden Rot insbesondere an Kopf, Thorax und der Oberseite des Abdomens. Andere Fundortvarianten sind auch zwischen den grünen Flecken schlicht hellbraun gefärbt. Je nach Quelle werden die Tiere mit eher roter Grundfarbe und kleineren Flecken als rote Farbform, die mit großflächigeren, eher metallisch grünen Flecken als grüne Farbform bezeichnet. Ian Abercrombie fand eine weitere sich deutlich von diesen Formen unterscheidbare Farbform, deren Männchen er als golden beschreibt. Auch Francis Seow-Choen bezeichnet die um Bako vorkommende Farbform als golden. Eine zweite die im Bereich um Kuching vorkommt, nennt er dunkel oder blau.

## Vorkommen
Wie ihr Trivialname schon vermuten lässt, stammt die Borneo-Dornschrecke von der Insel Borneo. Dort ist sie im Nordwesten, genauer im malaiischen Bundesstaat Sarawak sehr häufig zu finden und erreicht hier die höchste beobachtete Populationsdichte der auf Borneo lebenden Gespenstschrecken.

## Lebensweise und Fortpflanzung
Die Tiere leben auf niedriger Strauchvegetation der tropischen Regenwälder. Als Nahrungspflanzen sind Rosengewächse wie die Molukkische Brombeere (Rubus moluccanus), Schwarzmundgewächse wie Clitemia hirta, Weinrebengewächse wie Leea indica, Akanthusgewächse wie Hemigraphis alterna und Bonnetiaceae wie Ploiarium alternifolium bekannt. Die Weibchen legen über einen Zeitraum von bis zu zwanzig Monaten wöchentlich ein bis drei etwa 3,5 bis 3,9 Millimeter lange, 2,9 bis 3,1 Millimeter breite und durchschnittlich 6,8 Milligramm schwere Eier. Diese sind mit Widerhaken tragenden Haaren besetzt. Sie werden einzeln in eine mit den Beinen gegrabene Mulde abgelegt. Dabei wird das Abdomen über den Rücken nach vorn gebogen und das daraufhin entlassene Ei über die parallel gehaltenen Fühler in die Mulde abgerollt. Diese wird nach der Eiablage wieder abgedeckt. Aus den Eiern schlüpfen nach drei bis sechs Monaten die sieben bis zwölf Millimeter langen Nymphen. Männchen sind nach etwa acht, Weibchen nach etwa zehn Monaten adult. Nach weiteren drei bis vier Wochen beginnen die Weibchen mit der Eiablage.

## Systematik
Wilhem de Haan beschrieb die Borneo-Dornschrecke ursprünglich als Phasma (Acanthoderus) nolimetangere. Josef Redtenbacher errichtete für diese Art 1906 die Untergattung Epidares innerhalb der Gattung Dares. Aufgrund der deutlichen Unterschiede von deren einziger Art Dares (Epidares) nolimetangere zu den restlichen Vertretern der Gattung Dares, ist Epidares als Gattung eingestuft worden und wurde als solche bereits 1977 von James Chester Bradley und Bella S. Galil angesprochen. Ein weiblicher Lectotypus und ein männlicher Paralectotypus sind im Nationalen Naturgeschichtlichen Museum in Leiden hinterlegt. Die Gattung ist monotypisch. Seow-Choen zeigt 2016 auf dem Einband seines Buchs ein Männchen und auf Seite 389 ein Weibchen, welche beide am ganzen Körper leuchtend rot gefärbt sind. Lediglich die Femuren sind kräftig grün. Morphologisch gleichen sie Epidares nolimetangere und werden in den Bildlegenden auch als solche angesprochen. Diese Tiere werden vom Autor nicht weiter besprochen und müssen noch taxonomisch untersucht werden.

## Terrarienhaltung
Die ersten Zuchtstämme wurden 1988 vom Mount Serapi als grüne Form durch Philip E. Bragg und 1989 vom Mount Matang als rote Form durch Patrick van der Stigchel eingeführt. Durch Vermischung der beiden Stämme sind Tiere in Zucht, die sich nicht mehr eindeutig der roten beziehungsweise grünen Form zuordnen lassen. Weitere ebenfalls in Sarawak gesammelte Stämme sind aus Kubah, Semenggoh und Bako eingeführt worden. Bei den aus Bako stammenden Tieren treten vermehrt Männchen auf, welchen auf dem Abdomen das Stachelpaar fehlt. Gelegentlich sind auch Männchen dabei, bei denen nur ein Stachel statt des üblichen Paares zu finden ist. Die belgischen Phasmidenzüchter Kim D'Hulster und Hans Lamal brachten 2012 einen weiteren, von ihnen in Damai nahe dem Mount Santubong gesammelten Stamm in Zucht. Tiere dieses Epidares nolimetangere 'Santubong' genannten Stammes, zeichnet sich dadurch aus, dass ihre auf dem hinteren Meso- und Metathorax sitzenden Stacheln Y-förmig, also als Doppelstacheln ausgebildet sind. Aus Santubong sind weitere Funde mit dieser Besonderheit bekannt, welche auch die oben erwähnten, leuchtend roten Tiere, die von Seow-Choen 2016 abgebildet worden sind, aufweisen. Auch die restlichen Zuchtstämme werden, wenn sie unvermischt weitergegeben werden, jeweils mit ihrem Fundort angegeben. So dass neben jenem Stamm aus Santubong auch die Stämme Epidares nolimetangere 'Mt. Serapi', Epidares nolimetangere 'Matang', Epidares nolimetangere 'Kubah', Epidares nolimetangere 'Semenggoh' und Epidares nolimetangere 'Bako' unterschieden werden. Die Art wird von der Phasmid Study Group unter der PSG-Nummer 99 geführt.
Die Borneo-Dornschrecke benötigt eine relative Luftfeuchtigkeit von mindestens 80 Prozent, wie sie in einem Glasterrarium mit kleinen Belüftungsschlitzen erzielt werden kann. Staunässe wird, anders als eine zu geringe Luftfeuchtigkeit, gut vertragen. Gefressen werden neben Blättern von Eichen und Haseln vor allem die verschiedener Rosengewächse wie Brombeeren, Himbeeren, Erdbeeren und Feuerdorn. Als Bodengrund eignet sich eine Schicht Erde, welche mit stets feucht zu haltendem Moos abgedeckt wird. Die Eier können auf dem oder im Boden belassen werden.

## Bilder

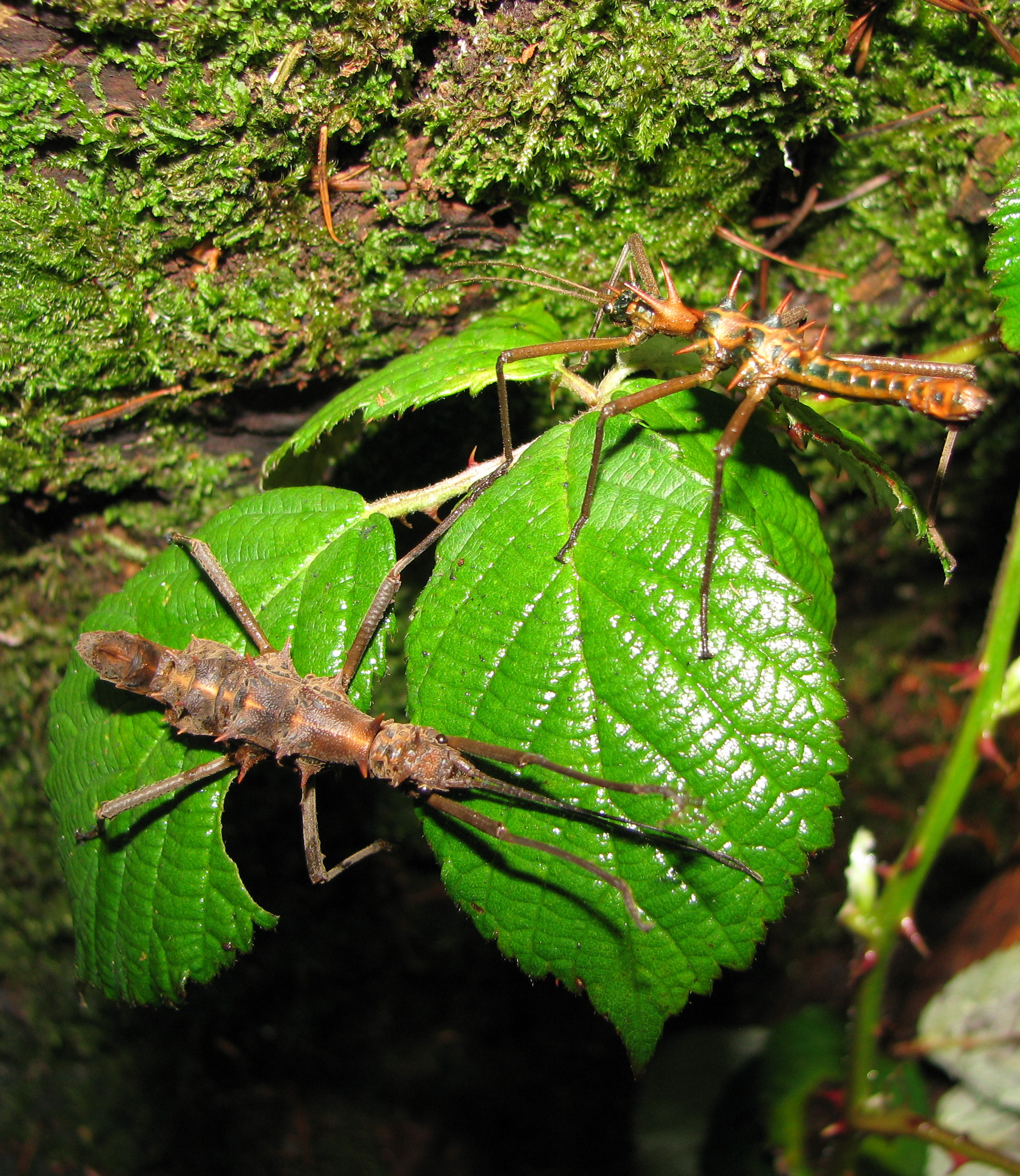
Pärchen
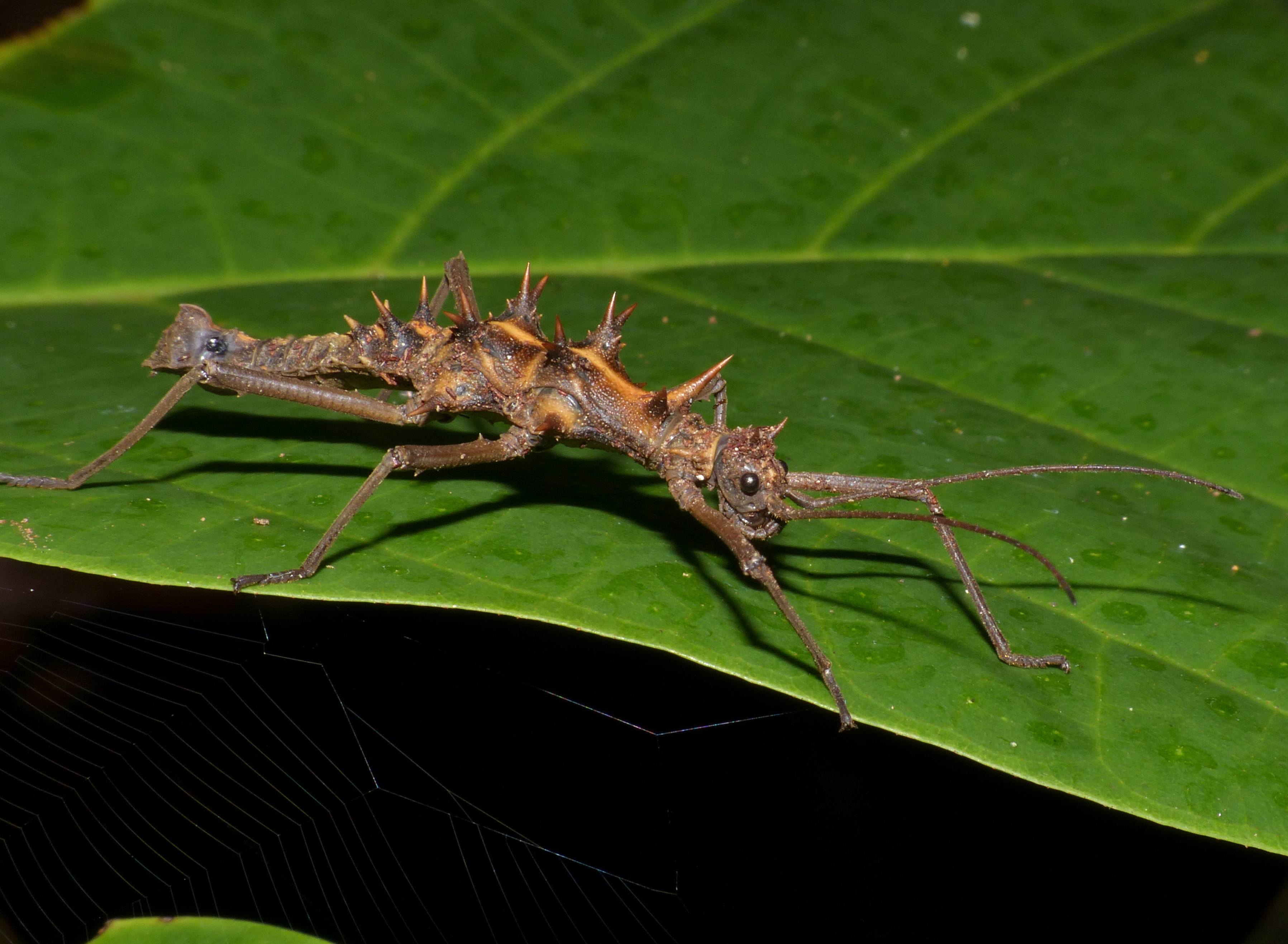
Weibchen mit Doppelstacheln aus Santubong
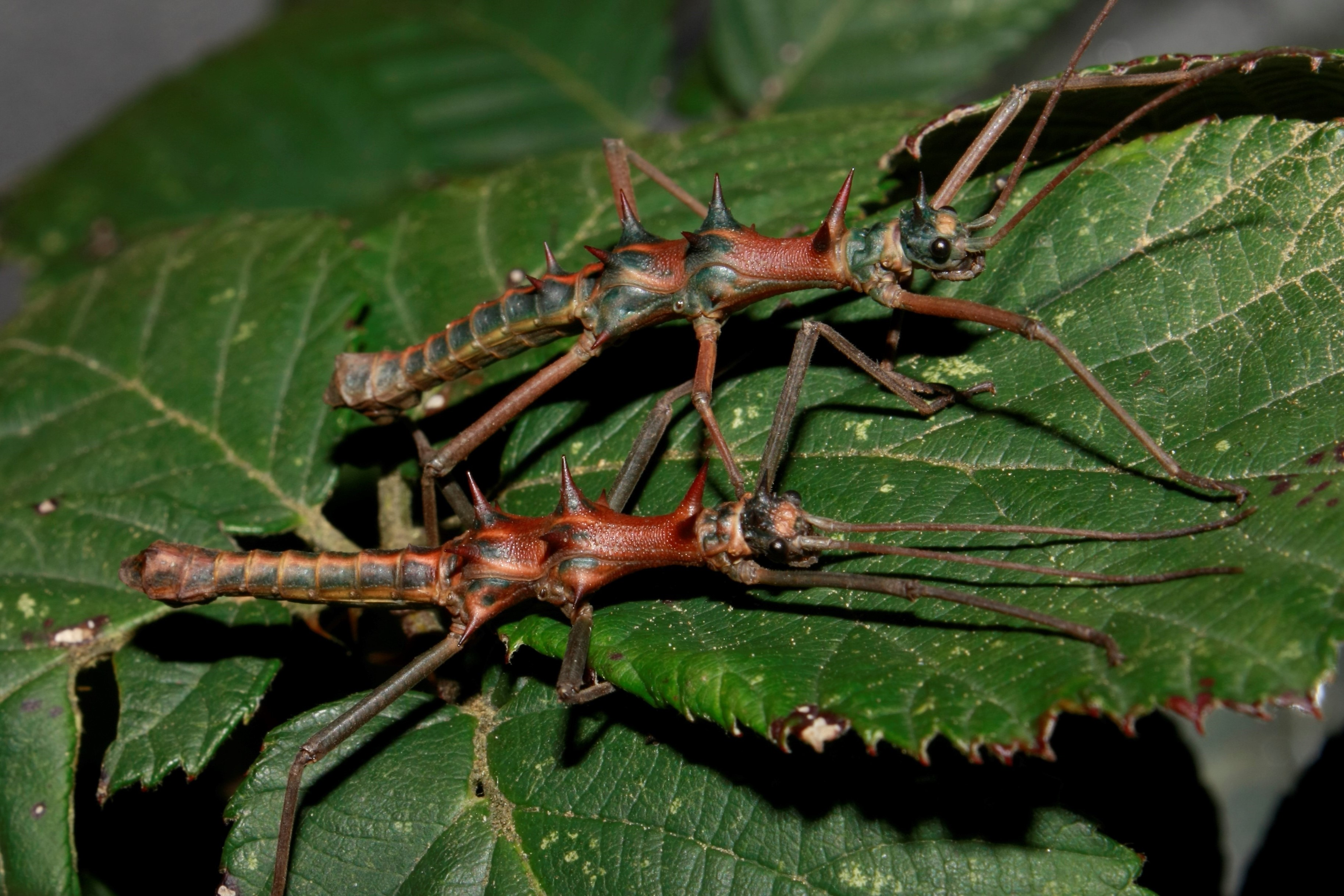
Männchen des Zuchtstammes aus Bako, dem vorderen fehlen die Stacheln auf dem Abdomen
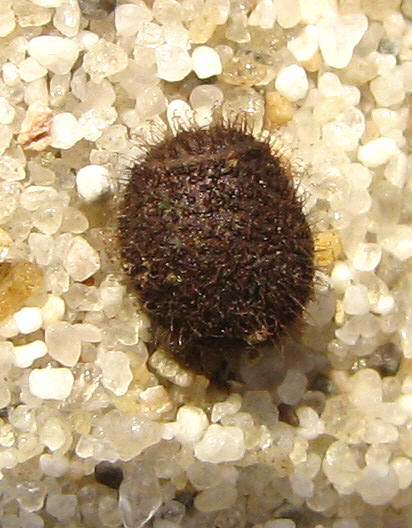
Ei